# A Breath Taking Guy/You're the One for Me Bobby
A Breath Taking Guy/You're the One for Me Bobby è l'ultimo singolo del gruppo femminile statunitense The Marvelettes, pubblicato nel 1972 dalla Tamla su 45 giri.

## Descrizione
Entrambi i brani sono stati scritti da Smokey Robinson; A Breath Taking Guy è una cover, con il titolo scritto con una grafica diversa, di A Breathtaking Guy, successo del gruppo femminile statunitense The Supremes, pubblicato nel 1963, che le Marvelettes incisero due anni prima per l'album The Return of the Marvelettes.
You're the One for Me Bobby è invece un brano pubblicato nel 1968 nell'album Sophisticated Soul.

### Tracce
LATO A
1. A Breath Taking Guy (Produttore: Smokey Robinson e Terry Johnson; arrangiatore: David Van DePitte) – 2:49 (Smokey Robinson; edizioni musicali Jobete Music)

LATO B
1. You're the One for Me Bobby (Produttore: Smokey Robinson; arrangiatore: Wade Marcus) – 2:29 (Smokey Robinson; edizioni musicali Jobete Music)

### Formazione
- Wanda Young - voce
- The Andantes (Jackie Hicks, Marlene Barrow, Louvain Demps) - cori
- The Funk Brothers - strumenti